# Kia K8
Kia K8 – samochód osobowy klasy wyższej produkowany pod południowokoreańską marką Kia od 2021 roku.

## Historia i opis modelu

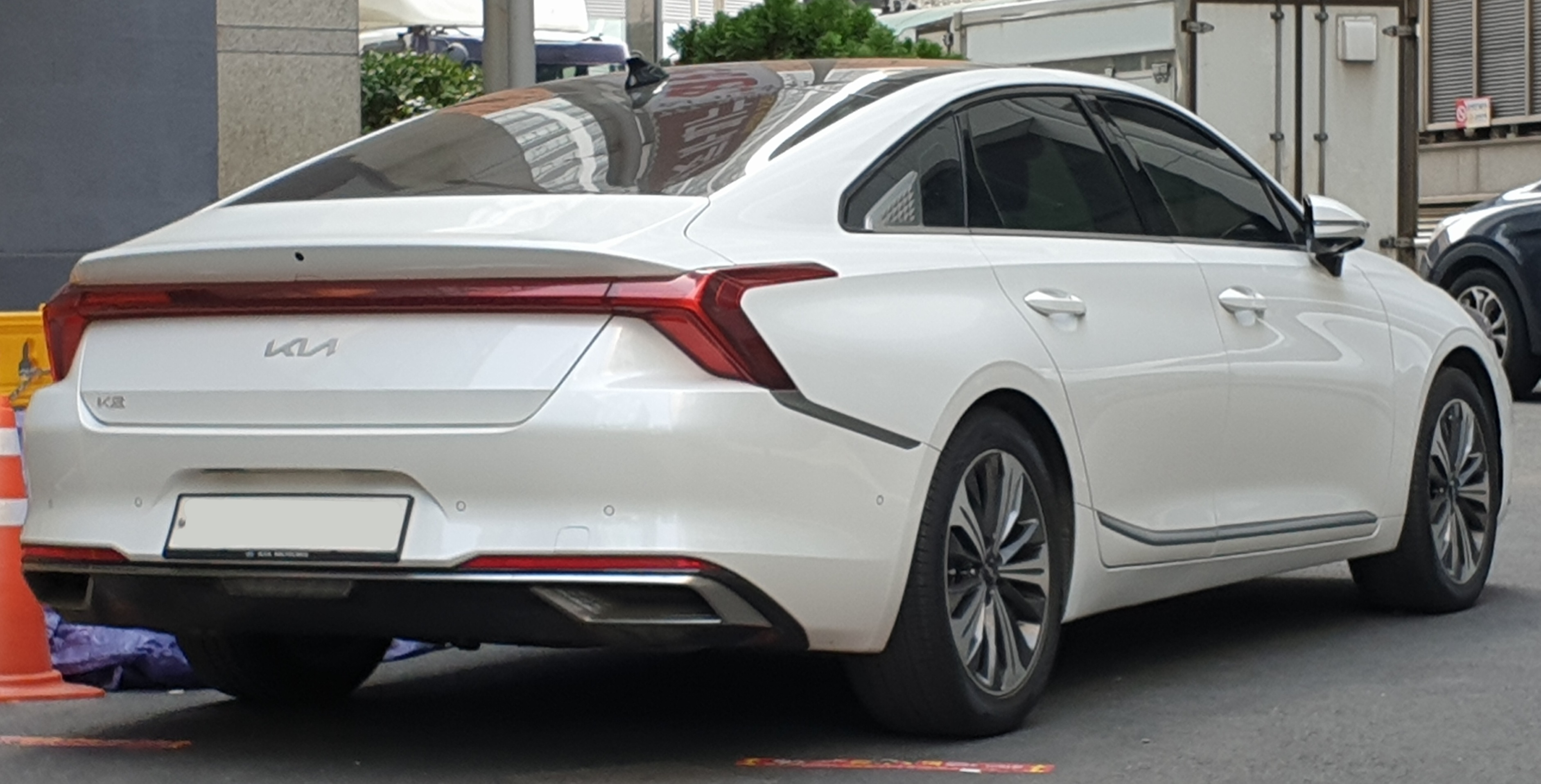
Kia K8 - tył

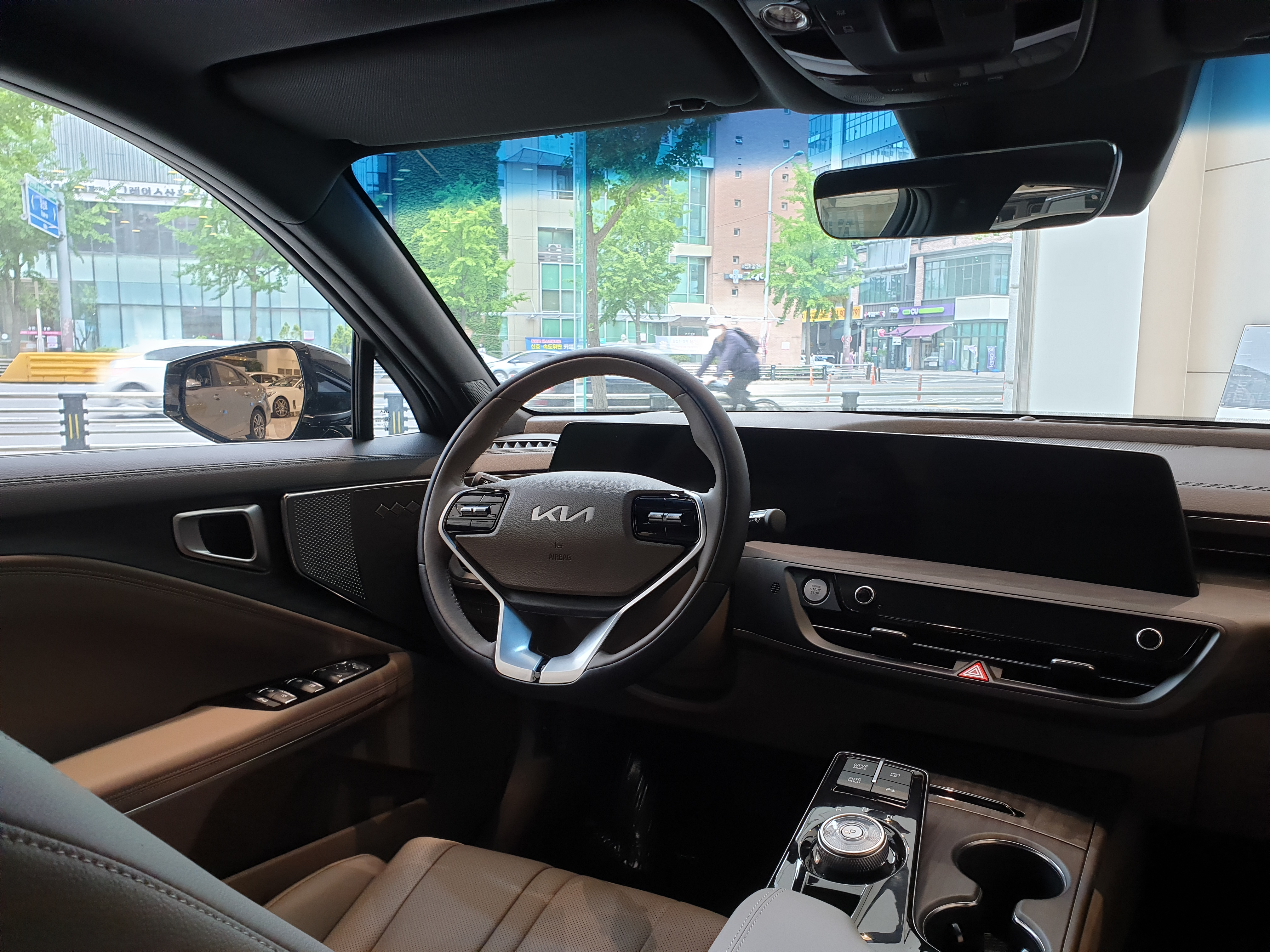
Kia K8 - kokpit

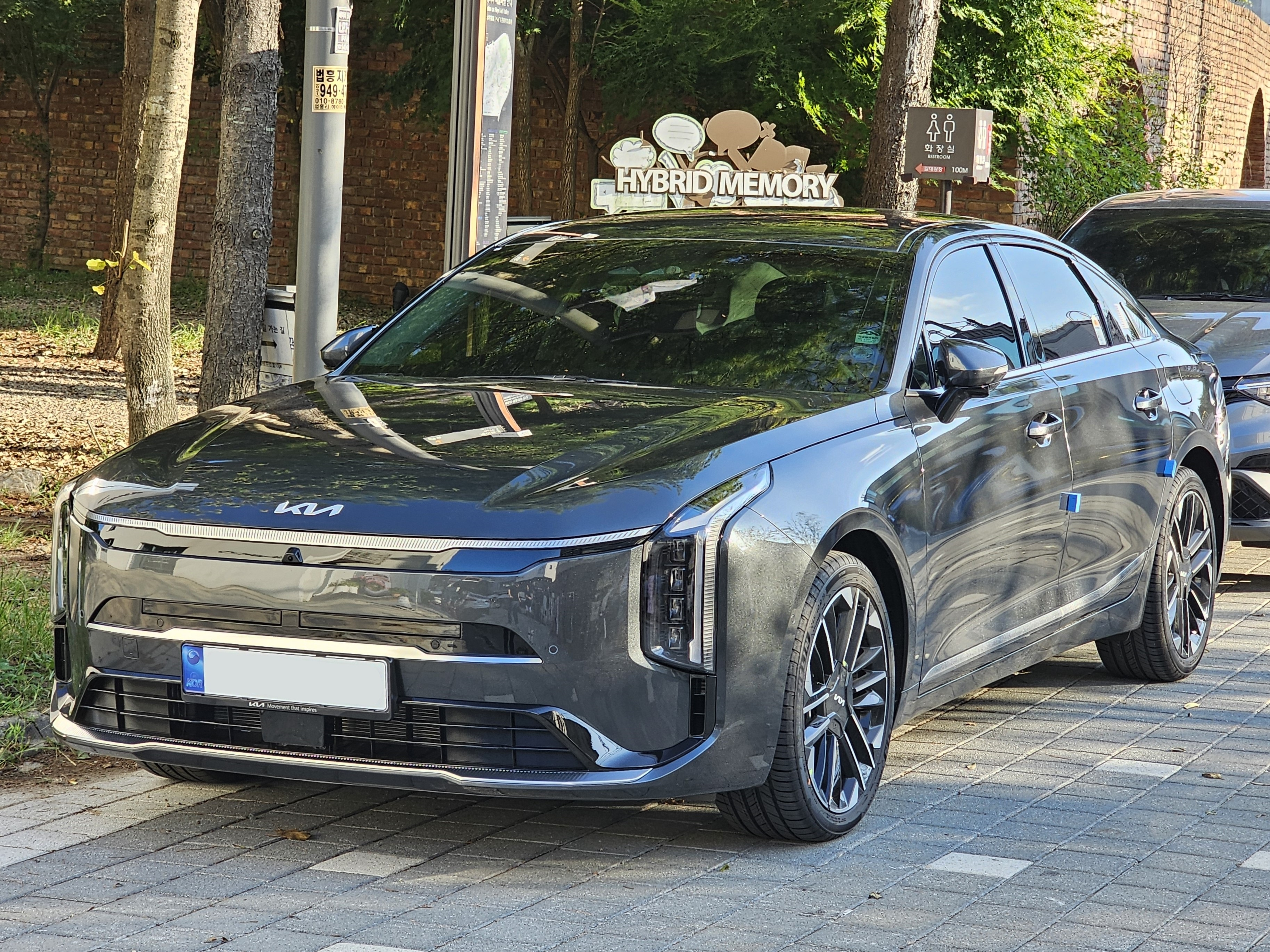
Kia K8 po liftingu

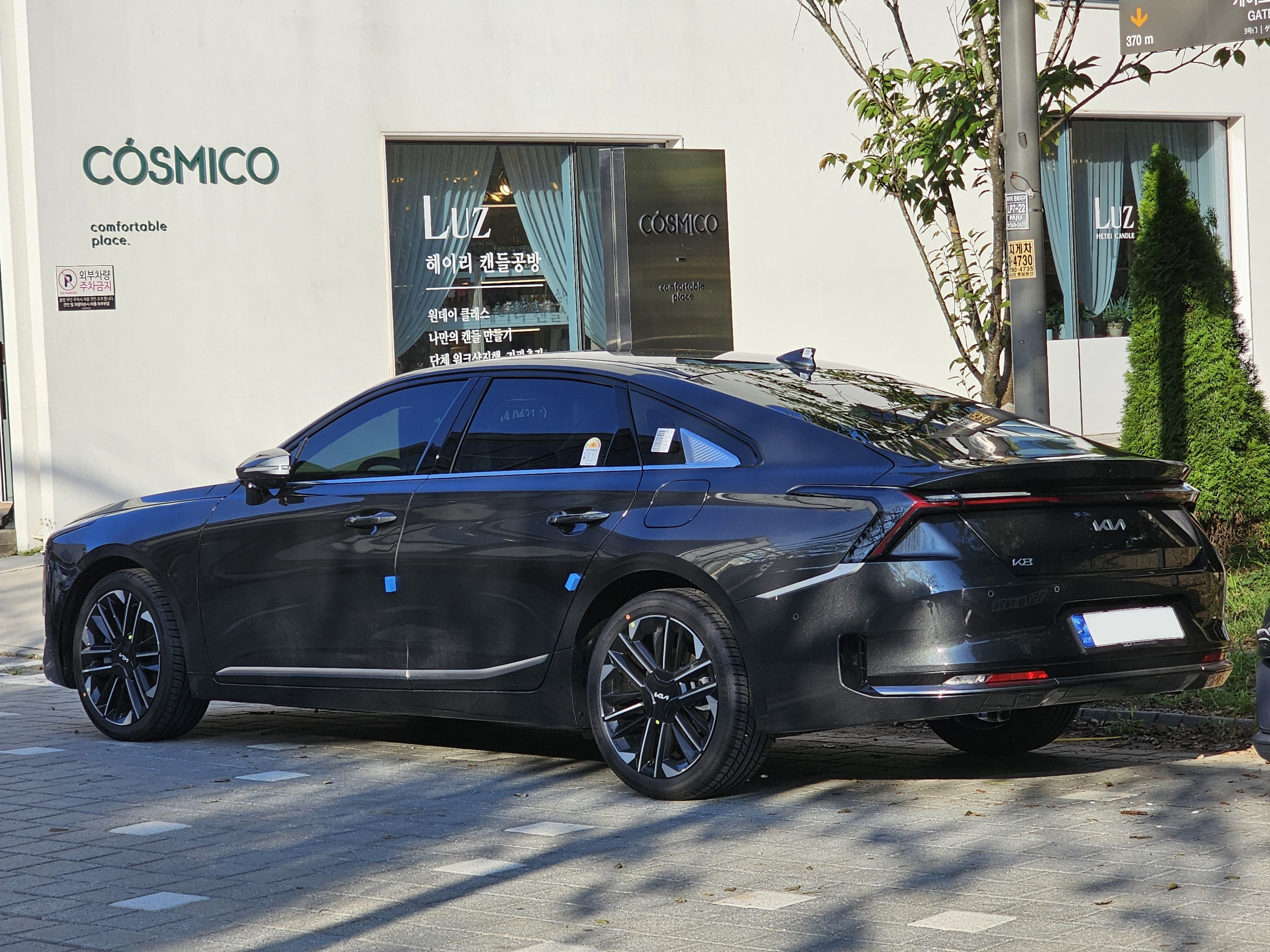
Kia K8 - tył po liftingu

W przeciwieństwie do poprzednika, który zastąpił w 2016 roku produkowaną przez 7 lat pierwszą generację linii modelowej Cadenza, zaawansowane testy następcy Kia rozpoczęła już 4 lata po jego debiucie, w czerwcu 2020 roku. Przyśpieszone prace nad nowym modelem reprezentującym południowokoreańskiego producenta w klasie wyższej rozpoczęły się z powodu nie spełniającego oczekiwań poziomu sprzedaży, znacznie niższego od pokrewnego Hyundaia Grandeur.
W porównaniu do poprzedniego modelu, Kia K8 przyjęła bardziej luksusowy charakter i została utrzymana w bardziej awangardowym języku stylistycznym autorstwa nowego projektanta Karima Habiba. Linia dachu została poprowadzona pod ostrym kątem, łagodnie wieńcząc krótki zwis tylny. Za tylnymi drzwiami wkomponowano z kolei charakterystyczną lotkę w stylu modelu Proceed. 
Pas przedni zdominowała znacznie większa niż dotychczas, obła atrapa chłodnicy o nietypowej strukturze diamentów płynnie łączących się ze strukturą nadwozia, z kolei reflektory uzyskały agresywny kształt współgrający z niżej umieszczonymi kierunkowskazami o strukturze plastra miodu. Lampy tylne, wzorem mniejszego K5, przyjęły formę świetlistego pasa biegnącego przez całą szerokość nadwozia.
Kabina pasażerska została utrzymana w nowym wzornictwie producenta, charakteryzując się kołem kierownicy z szerokim centralnym wieńcem, podwójnymi 12-calowymi wyświetlaczami zastępującymi kolejno zegary oraz centrum sterowania systemem multimedialnym, a także pokrętłem zmiany trybów jazdy.

### Lifting
W sierpniu 2024 Kia K8 przeszła głęboką restylizację, która przyniosła przede wszystkim nowy wygląd przedniej części nadwozia. Nawiązując do najnowszych wówczas konstrukcji firmy, zdominowały ją wyraźnie większe, szeroko rozstawione pionowe reflektory w kształcie bumerangu. Osłona chłodnicy stała się bardziej stonowana, stając się odtąd dwoma podwójnymi pasami. Ponadto przeprojektowano także tylny zderzak, a także wkłady lamp i nowe wzory alufelg. Wewnątrz obszernie przeprojektowano kokpit, gdzie wprowadzono nowe koło kierownicy, inny układ konsoli centralnej z niżej osadzonym panele klimatyzacji, a także zaktualizowany system multimedialny i inny układ w tunelu środkowym.

### Sprzedaż
Pierwotnie uznawana jako trzecia generacja linii modelowej Cadenza/K7, Kia K8 otrzymała nową nazwę w ramach podkreślenia szerokiego zakresu zmian, jaki zaszedł w stosunku do poprzednika. Pojazd może otrzyjąć emblemat literowo-numeryczny globalnie. Kia K8 jest też pierwszym samochodem, który prezentuje nowy wzór logotypu południowokoreańskiego producenta. Produkcja pojazdu rozpoczęła się w marcu 2021 roku, równolegle z rynkowym debiutem pojazdu na pierwszym rynku zbytu - Korei Południowej. W lutym 2022 roku rozpoczęła się sprzedaż i lokalna produkcja w zakładach ADM-Jizzakh w Uzbekistanie.

### Silniki
- R4 2.5l GDI
- R4 2.5l T-GDI
- V6 3.5l GDI
- V6 3.5l LPG
- R4 1.6l T-GDI Hybrid